# Robert Merle
Pour les articles homonymes, voir Merle (homonymie).
Robert Merle, né le 29 août 1908 à Tébessa (Algérie) et mort en son domaine de La Malmaison à Grosrouvre (Yvelines) le 27 mars 2004, est un écrivain français, auteur de traductions, pièces de théâtre, biographies et de 24 romans, dont la plupart ont été adaptés au cinéma et à la télévision, et qui a été traduit dans 22 langues différentes.
Ses romans portent souvent un regard critique sur la société, la science ou encore l'histoire. Parmi les plus connus, Malevil, Les Hommes protégés, Un animal doué de raison ou encore Week-end à Zuydcoote, prix Goncourt 1949 et la série des treize Fortune de France, consacrée aux débuts de l'époque moderne en France, écrite dans la langue de l'époque, aménagée pour faciliter la lecture, avec six millions d'exemplaires vendus pour la série des treize, dont un million d'exemplaires pour le seul premier tome.

## Biographie

### Origines
Robert Merle est né à Tébessa (en Algérie) le 29 août 1908, qu'il a quittée à l'âge de dix ans sans avoir eu le temps d'apprendre l'arabe. Toute sa famille est « pied-noir ». Son arrière- grand-père a fait partie des paysans pauvres du Cantal, envoyés par le gouvernement de Napoléon III en Algérie pour faire une colonie de peuplement, sur « une terre prise aux Arabes ».
Il est le fils de Félix Merle (1871-1915), né en Algérie, militaire de carrière, qui était un grand interprète d'arabe, maitrisant l'arabe littéraire et l'arabe dialectal, d'abord officier interprète, puis interprète judiciaire, après avoir quitté l'armée. Soldat à la bataille des Dardanelles en 1915, puis rapatrié à Marseille en raison d'une fièvre typhoïde, il meurt alors que son fils a à peine six ans et ce décès place sa famille en situation de pauvreté.

### Formation
Même s'il est excellent élève, ceux des grands lycées parisiens lui font sentir leur différence sociale. Admis en classes préparatoires (hypokhâgne et khâgne) du lycée Louis-le-Grand, titulaire d'une licence de philosophie, agrégé d'anglais (reçu 1er au concours en 1933), Robert Merle consacre sa thèse de doctorat ès lettres à Oscar Wilde et devient professeur, successivement, aux lycées de Bordeaux, Marseille, puis à Neuilly-sur-Seine où il fait la connaissance de Jean-Paul Sartre, à l'époque professeur de philosophie.

### Carrière universitaire
Mobilisé en 1939, Robert Merle est agent de liaison avec les forces britanniques. Fait prisonnier à Dunkerque, il témoignera de son expérience dans la poche de Dunkerque dans un documentaire d'Henri de Turenne et dans son roman Week-end à Zuydcoote ; il reste en captivité jusqu'en 1943.
En 1944, de retour de captivité, il devient maître de conférences d'anglais à l'université de Rennes, puis professeur en 1949 tout de
suite après sa thèse de 1948. Il a fondé un théâtre d'étudiants à Rennes, pour jouer des pièces d'Oscar Wilde, la troupe s'appelant « Les Jeunes comédiens », tous devenus professionnels. Il a ensuite écrit des pièces, souvent après avoir fini un roman, dont un porte sur l'assassinat du Duc de Guise.
Il a été successivement  Professeur des universités  à Toulouse, Caen, et Rouen. Il enseigne aussi à l'université d'Alger après l'indépendance de l'Algérie, puis enfin Nanterre où il se trouve en mai 1968. Cette dernière expérience a inspiré son roman Derrière la vitre pour lequel il a reçu de nombreux étudiants en leur demandant de répondre à ses questions. Dès novembre 1967, il a fait circuler une petite annonce sur le campus, dans le but d'effectuer une trentaine d'entretiens avec des étudiants d'origine et de profils différents. Il conserve les notes prises lors des entretiens pour en faire une synthèse non dénuée d'humour et légèrement romancée. En 1969, excédé par la déliquescence de l'ambiance à Nanterre, il demande un congé pour se consacrer entièrement à la littérature.

### Carrière littéraire
Il remporte en 1949 le prix Goncourt pour son premier roman, Week-end à Zuydcoote, « acquis par neuf voix sur dix », la dixième allant au Jeu de patience de Louis Guilloux, qui a obtenu par ailleurs le Prix Renaudot. Ce dernier était fortement soutenu par André Billy. Les deux livres ainsi couronnés sont édités par Gallimard.
Le curé de Zuydcoote a brûlé le livre en public, « interdit à la mercière qui diffusait quelques livres » de le vendre et même « mené une enquête » pour savoir quelles femmes avaient servi de modèles.
Flaminéo, sa pièce écrite en 1951, pose, selon Louis Aragon, les fondements de l’œuvre suivante, La Mort est mon métier, qui sera adaptée au cinéma dans les années 1970 et s'appuie aussi sur une enquête approfondie. Le livre met en scène le personnage de Rudolf Lang, qui est « une re-création étoffée et imaginative de la vie de Rudolf Höss », écrite d’après les mémoires de Höss lui-même (Le commandant d'Auschwitz parle) et le résumé, communiqué à l'auteur, des entretiens que le psychologue américain Gustave M. Gilbert eut avec Höss dans sa cellule lors du procès de Nuremberg ; suivie d'une description, d’après les documents du procès de Nuremberg, de la « lente et tâtonnante mise au point de l’Usine de Mort d’Auschwitz ».
Dans son œuvre, il cite plus généralement de vrais noms reproduisant les lieux lui sont familiers : Mespech, Taniès, Marcuays, Sireil, Sarlat. Pierre de Siorac, héros de Fortune de France reçoit la seigneurie du Chêne Rogneux, nom d'un hameau du village de Grosrouvre, près de Montfort l'Amaury tandis que son valet Miroul a une petite seigneurie à La Surie, autre hameau de ce village. Il a écrit Malevil et les premiers chapitres de Fortune de France dans son cabinet d'écriture en haut de la tour du Bousquet, qui fut sa maison de vacances entre 1961 et 1977 à quelques pas de la Beune et ces deux romans décrivent le paysage environnant. Cette dimension fortement autobiographique de son œuvre contribue aussi à expliquer l’existence de manuscrits sur-raturés, avec « biffures et réécritures », qui ont pour objet « un travail récurrent de distanciation », pour éviter à ses personnages « une trop forte ressemblance avec lui-même et ses proches – famille, amis, relations –, réservoir inépuisable d’inspiration ». À l’image du potier, il « malaxe, façonne, corrige, rectifie, enlève de la matière, en ajoute », dans un processus de fabrication qui « semble infini tant que l’auteur n’a pas obtenu un récit fidèle aux situations et sentiments qu’il cherche à mettre en scène ». Robert Merle n'utilise ni stylo ni ordinateur ni machine à écrire, même s'il concède qu'il « irait certainement plus vite » avec. Il préfère tremper sa plume dans l'encrier. Il a traduit avec sa femme, qui est agrégée d'anglais, plusieurs livres, dont un sur les Rockefeller, estimant « ahurissant de découvrir quelles sont les mœurs des grands crocodiles de la finance et de l'industrie ».
Ses romans se veulent « à la fois longuement mûris et très précisément documentés », dans un « souci de rigueur et d'exactitude », démarche dont l'archétype est La mort est mon métier, devenu un « classique à cause de la façon très rigoureuse de procéder », l'auteur ayant « passé quatre mois à dépouiller » les archives du Procès de Nuremberg, en allemand, langue qu'il avait été amené à pratiquer pendant sa captivité.
Le contexte socio-politique des années 1960 et des années 1970 — L’Île a été publié en 1962, Malevil en 1972 et Les Hommes protégés en 1974 — contribue à expliquer largement le choix des thématiques abordées dans ces trois ouvrages
. Son processus créateur « tire sa genèse des contraintes économiques, politiques et culturelles » imposées à ses personnages. 
Robert Merle s'est marié trois fois et a eu six enfants. Il a cosigné les traductions de sa troisième épouse, Magali Merle, qui plus tard s'est suicidée. Décédé à l'âge de 95 ans le 27 mars 2004 dans son domaine de La Malmaison à Grosrouvre, dans les Yvelines, il est inhumé au cimetière d'Aiguillon, en Lot-et-Garonne.

### Engagement politique
Né à droite, discret sur sa vie, mais d'une œuvre qui transpire l'autobiographie, il adhéra au Parti communiste français en 1977 et prit ses distances deux années plus tard, après avoir critiqué l'invasion de l'Afghanistan par l'Union soviétique.
En juin 1967, il cosigne l'appel du Comité de solidarité française avec Israël, aux côtés personnalités comme Raymond Aron, Robert Badinter, Pierre Bénouville, Gaston Defferre, Maurice Garçon, Valéry Giscard d'Estaing et François Mitterrand.

### Audience

#### En France
La « saga » Fortune de France, écrite dans « un savant mélange de français du XIVe siècle et d'occitan », fut vendue à six millions d'exemplaires, dont un million pour le seul tome 1,. Son Week-end à Zuydcoote de 1949, premier roman, écrit à 41 ans, s'était déjà vendu à un demi-million d'exemplaires et a été l'un des trois Goncourt les plus vendus de la période 1949-1970. Madrapour et Derrière la vitre furent d'autres succès de librairie, avec respectivement 100 000 et 30 000 exemplaires quelques mois à peine après leurs parution.
Robert Merle n'a pas connu la traditionnelle baisse sensible des ventes d’un auteur peu de temps après sa mort. Selon son fils, Gallimard versait à la fin des années 2010 chaque année des droits d’auteur très proches de ceux versés avant sa mort, alors que son dernier roman publié chez cet éditeur date de 1974. Selon lui, La mort est mon métier se vendait en 2018 à environ dix mille exemplaires en France par an, plus de 65 ans après sa parution et Malevil, roman d’anticipation sur une catastrophe nucléaire, vieux lui de 45 ans, se vendait à environ trois à quatre mille exemplaires par an, même si d'autres romans de ses politique-fiction se vendent beaucoup moins bien, comme Un animal doué de raison.
Tous ses romans ont été adaptés au cinéma ou à la télévision en France, à l'exception de Madrapour, L'Idole et Les Hommes protégés, ce dernier faisant cependant, depuis l'affaire Weinstein, l'objet d'intérêt de très nombreux réalisateurs ou producteurs, selon son fils.
Avaient déjà été adaptés en 2024 :
- Fortune de France ;
- Week-end à Zuydcoote ;
- La mort est mon métier ;
- L'Île ;
- Un animal doué de raison ;
- Le Propre de l'Homme[12].

#### À l'étranger
L’œuvre de Robert Merle a été traduite dans 22 langues différentes. Les pays de l’Est, République tchèque, l'ex-Allemagne de l'Est et la Hongrie sont les pays de plus forte pénétration. Il est « l’auteur contemporain le plus connu et le plus lu » de l'ex-Allemagne de l'Est, ses romans faisant partie des classiques des programmes universitaires et y « occupe avec 1,46 million d'exemplaires la 3e place parmi les auteurs étrangers après Mark Twain et Balzac », selon le travail de Brigitte Heymann, une universitaire allemande.
En 2001, peu de temps avant sa mort, il a été récompensé par le prix de l’auteur étranger le plus lu en Hongrie et ses héritiers ont été au XXIe siècle sollicités pour la republication de ses ouvrages, en Russie, en Hongrie, en République tchèque, et en Lettonie. En Angleterre les éditions Pushkin Press)ont publié les trois premiers tomes traduits de Fortune de France en 2015 et 2016. Malevil eut une seconde vie au Japon, au Portugal et en Yougoslavie. Week-end à Zuydcoote fut traduit en allemand, anglais, italien, hongrois, yougoslave, polonais, espagnol, et portugais.

### Héritage
Trois livres ont été consacrés à Robert Merle. 
En 2008, son fils Pierre Merle a publié une volumineuse biographie illustrée d'une vingtaine de photos : Robert Merle. Une vie de passions (Éditions de l'Aube, 2008, réédition De Fallois, 2013). L'ouvrage débute par une question : « Par quelle alchimie de hasard et de nécessité, Robert Merle, ce gosse courant dans les rues d'Alger, est-il devenu un écrivain ? » L'histoire mouvementée de son enfance, de son adolescence parisienne, de sa captivité en Allemagne, de ses engagements politiques et de ses amours constitue une « main du destin », minutieusement décrite, et la trame fondatrice d'une œuvre d'une grande diversité littéraire. L'ouvrage montre que la grande saga de Fortune de France (13 tomes), très documentée et très fidèle à l'histoire de France, est aussi, à travers les deux personnages de Pierre de Siorac et de son fils Pierre-Emmanuel, une autobiographie romancée de Robert Merle, un mélange continuel de sa vie réelle et de sa vie rêvée. Pour le centenaire de sa naissance, cette biographie est un éclairage particulier de la vie et de l'œuvre de celui que Le Monde a appelé le « plus grand romancier de littérature populaire en France ».
En 2016, Anne Wattel a soutenu une thèse sur l'œuvre de Robert Merle : Robert Merle, écrivain singulier du propre de l'homme, qu'elle publie en 2018 aux Presses universitaires du Septentrion. Elle écrit: « Robert Merle est au purgatoire des Belles-Lettres françaises. Quelque chose dans sa trajectoire, qui va du prix Goncourt avec son tout premier roman, Week-end à Zuydcoote, aux treize tomes d’une saga historique, Fortune de France, a semble-t-il sonné le glas de sa consécration. Et ce quelque chose tient sans doute à la singularité d’un écrivain franc-tireur, allergique à toute mode, à toute école, à tout parti (…).Toujours il s’est agi, pour cet écrivain-militant, de poursuivre le combat, envers et contre l’amnésie, les œillères, les mensonges, et de le poursuivre pour les générations à venir ».
En 2024, Chloé Thomas lui consacre un essai, Robert Merle : roman, publié aux Presses universitaires de Nanterre.

## Œuvres

### Romans
Robert Merle a été marqué par la guerre et par sa captivité de 1940 à 1943. Cela explique que beaucoup de ses romans traitent de la hantise du lieu clos et de la guerre. Par ailleurs, nombre de personnages de ses romans sont inspirés par ses proches et sa vie privée.
- 1949 : Week-end à Zuydcoote (prix Goncourt) : près de Dunkerque assiégé par les Allemands en mai-juin 1940, un soldat français tente d'embarquer avec les troupes anglaises pour rejoindre l'Angleterre (adaptation cinématographique d'Henri Verneuil avec Jean-Paul Belmondo, en 1964).
- 1952 : La mort est mon métier : roman historique inspiré de la biographie de Rudolf Höß, commandant du camp de concentration d'Auschwitz (adaptation cinématographique « Aus einem deutschen Leben (de) » de Theodor Kotulla (de) en 1977).
- 1962 : L'Île (prix de la Fraternité), inspiré des révoltés du Bounty : un groupe de mutins se réfugie sur une île et tente d'y organiser une société.
- 1967 : Un animal doué de raison : roman de science/politique-fiction sur ce qui sépare l'homme de l'animal (adaptation cinématographique sous le titre Le Jour du dauphin (The Day of the dolphin) par Mike Nichols en 1973).
- 1970 : Derrière la vitre : récit romancé de la journée d'une trentaine de personnes à l'université de Nanterre dont certaines occupent la salle du conseil des professeurs le 22 mars 1968[9] dénoncé par certains comme « un livre à charge contre Mai 68, péchant par un excès d'ironie » et salué par d'autres pour son coup d'œil aiguisé sur la vie quotidienne des personnages[9].
- 1972 : Malevil : une communauté de survivants, retranchée dans un château après une guerre nucléaire (adaptation cinématographique de Christian de Chalonge en 1981, adaptation télévisuelle de Denis Malleval en 2010).
- 1974 : Les Hommes protégés : la domination soudaine des femmes après que les hommes ont été foudroyés en grand nombre par un type d'encéphalite qui s'attaque exclusivement à eux.
- 1976 : Madrapour : l'aventure des passagers d'un avion sans équipage, métaphore métaphysique sur le passage à l'au-delà.
- 1977 : premier des treize tomes de Fortune de France, le dernier paraissant en 2003.
- 1986 : Le jour ne se lève pas pour nous : la vie des sous-mariniers.
- 1987 : L'Idole : au XVIe siècle, en Italie, une petite bourgeoise devenue grande dame déchaîne des passions contradictoires.
- 1989 : Le Propre de l'homme : le défi d'un scientifique qui élève, en famille, une chimpanzé, lui enseigne la langue des signes pour prouver qu'elle possède une forme d'intelligence.
- 2013 : Dernier été à Primerol, inédit suivi d'une postface de Pierre Merle (Édition de Fallois). Ce texte, premier écrit littéraire de Robert Merle, a été rédigé au cours de sa captivité en Allemagne en 1942-1943. La postface éclaire la genèse du texte lié à la captivité de son auteur et son contexte historique.

#### SérieFortune de France(romans historiques)

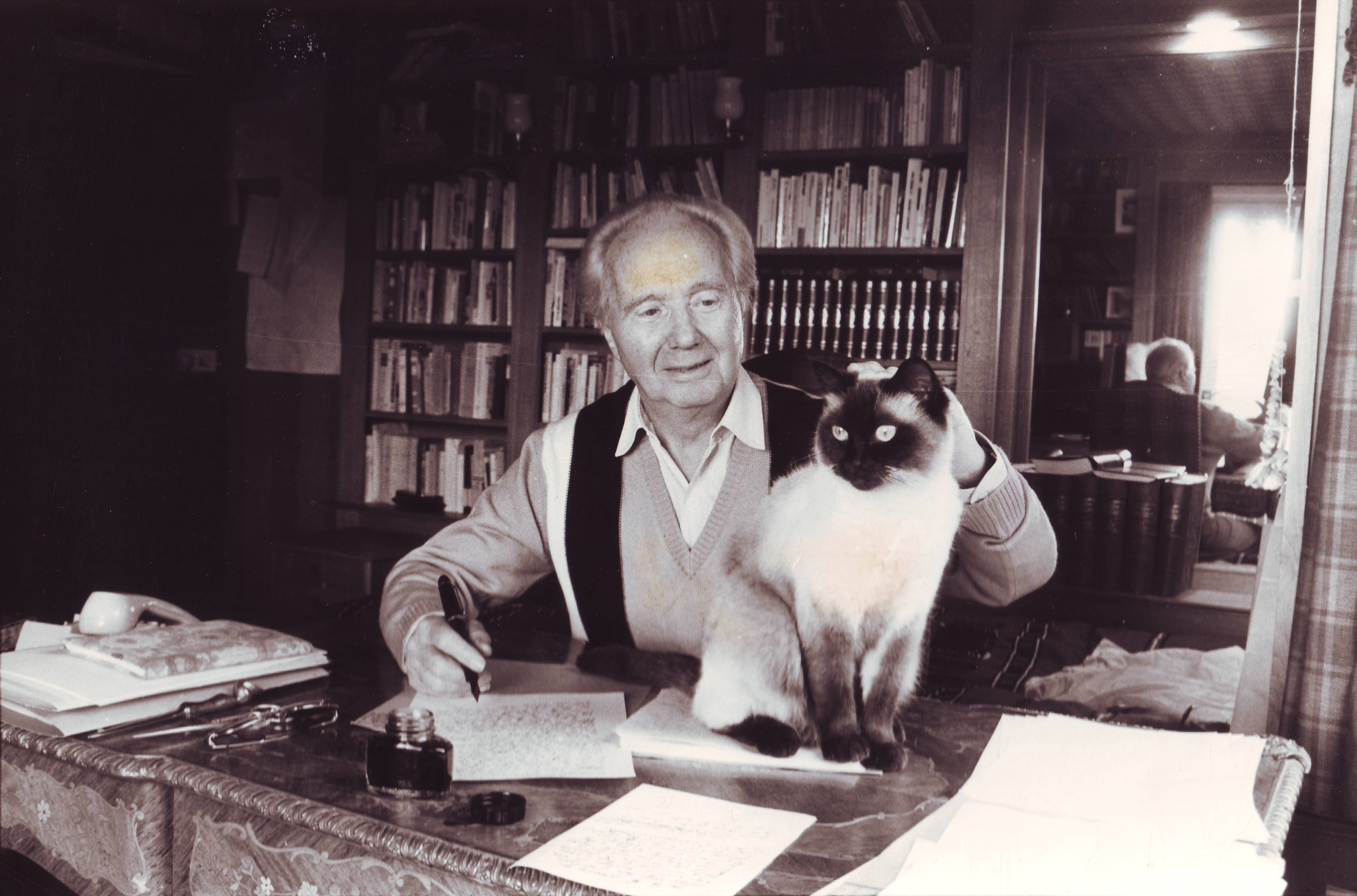
Robert Merle (1985).

La série Fortune de France est une fresque historique s'étendant de 1547 à 1661, dont un million d'exemplaires ont été vendus. Une adaptation sous forme de série télévisée est diffusée à partir du 16 septembre 2024.

La première partie (6 premiers tomes) est décrite à travers les yeux de Pierre de Siorac, personnage fictif, noble à la cour.
La seconde partie (7 tomes a priori interrompus par son décès), à travers ceux de son fils, Pierre-Emmanuel.
- 1977 : Fortune de France
- 1979 : En nos vertes années
- 1980 : Paris ma bonne ville
- 1982 : Le Prince que voilà
- 1983 : La Violente Amour
- 1985 : La Pique du jour
- 1991 : La Volte des vertugadins
- 1993 : L'Enfant-Roi
- 1995 : Les Roses de la vie
- 1997 : Le Lys et la Pourpre
- 1999 : La Gloire et les Périls
- 2001 : Complots et Cabales
- 2003 : Le Glaive et les Amours (Grand prix Jean-Giono 2003)

La distribution pour une adaptation en série télévisée de cette série, sous forme de série produite par France Télévisions, avec Nicolas Duvauchelle a commencé en 2023. En décembre 2023, la presse régionale signale le « plus gros tournage de l’année en Dordogne ». La série a recruté huit cents figurants, en particulier pour la scène d’ouverture au château de Biron.

### Théâtre
- 1950 : Tome I : Flamineo, Sisyphe et la mort, Les Sonderling
- 1957 : Tome II : Nouveau Sisyphe, Justice à Miramar, L'Assemblée des femmes (d'après Aristophane)
- 1992 : Tome III : Le Mort et le Vif suivi de Nanterre la Folie (adaptation de Sylvie Gravagna)
- 1996 : Pièces pies et impies

### Essais et récits
- 1948 : Oscar Wilde, appréciation d’une œuvre et d’une destinée (essai)
- 1955 : Oscar Wilde ou la « destinée » de l'homosexuel (essai)
- 1959 : Vittoria, Princesse Orsini (biographie)
- 1965 : Moncada, premier combat de Fidel Castro (histoire contemporaine)
- 1965 : Ahmed Ben Bella (histoire contemporaine)
- 1986 : Le jour ne se lève pas pour nous (récit-reportage sur la vie à bord du sous-marin français L'Inflexible)

### Traductions
- Erskine Caldwell, Les Voies du seigneur (Gallimard, 1950)
- John Webster, Le Démon blanc (Aubier, 1950)
- Jonathan Swift, Les Voyages du capitaine Gulliver : Le Voyage à Lilliput (Éditeurs français réunis, 1956)
- Jonathan Swift, Les Voyages du capitaine Gulliver : Le Voyage à Brobdingnag (Éditeurs français réunis, 1956)
- Jonathan Swift, Les Voyages du capitaine Gulliver : Le Voyage chez les Houyhnhnms (Éditeurs français réunis, 1960)
- (avec Magali Merle) Ernesto Che Guevara, Écrits 1 Souvenirs de la guerre révolutionnaire (Maspero, 1967)
- (avec Magali Merle) Ernesto Che Guevara, Écrits 2 Œuvres révolutionnaires, 1959–1967 (Maspero, 1968)
- (avec Magali Merle) Ralph Ellison, Homme invisible, pour qui chantes-tu ? (Grasset, 1969)
- (avec Magali Merle) Peter Collier et David Horowitz, Les Rockefeller, une dynastie américaine (Seuil, 1976)

La traduction prévue du Voyage à Laputa — troisième partie de l'œuvre de Swift — n'a jamais vu le jour. D'après la biographie de son fils Pierre, les traductions que Robert Merle a cosignées avec Magali Merle, sa troisième épouse, sont en réalité principalement le fait de celle-ci.

### Préfaces
- Pour sa traduction de Les Voyages du capitaine Gulliver 1 Le Voyage à Lilliput (Éditeurs français réunis, 1956), il rédigea une longue introduction de 59 pages présentant le contexte politique de cette satire.
- Préface de W. Somerset Maugham, Les Nouvelles complètes, Presses de la Cité, collection « Omnibus », 1992.

## Récompenses
- 1949 : prix Goncourt pour Week-end à Zuydcoote ;
- 1962 : prix de la Fraternité pour L'Île[33] ;
- 1974 : prix John-Wood-Campbell Memorial pour Malevil ;
- 1988 : récompense aux 7 d'or pour le meilleur auteur, partagée avec Bernard Revon, à la série télévisée L'Île[34] ;
- 2003 : grand prix Jean-Giono pour Le Glaive et les Amours[35].